# Vincent R. Impellitteri

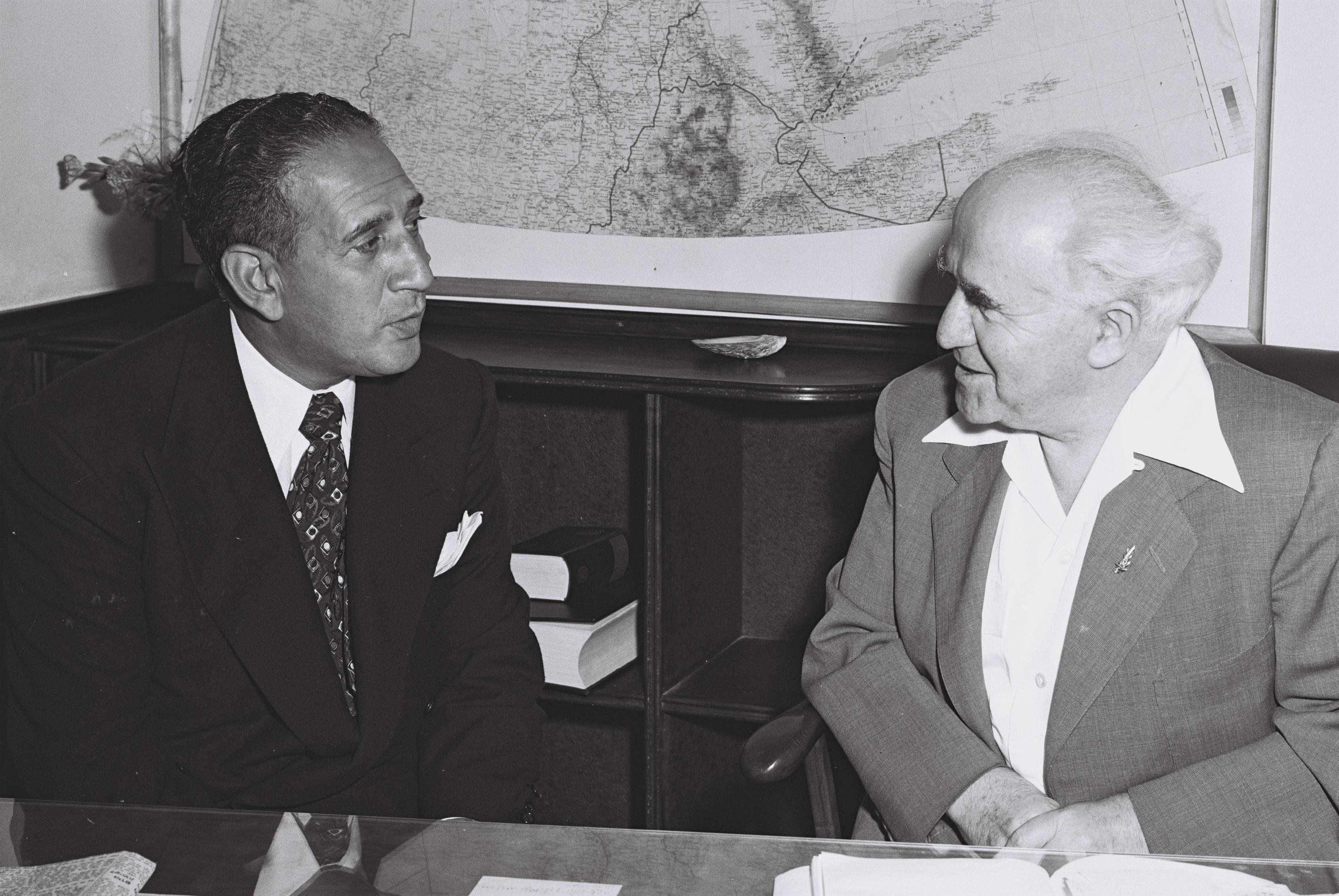
Vincent R. Impellitteri (l.) mit Israels Regierungschef David Ben Gurion, 1951

Vincent Richard Impellitteri (* 4. Februar 1900 in Isnello, Sizilien; † 29. Januar 1987 in Bridgeport, Connecticut) war ein italienisch-amerikanischer Politiker und Jurist. Von 1950 bis 1953 war er Bürgermeister von New York City.

## Herkunft und Ausbildung
Vincent Impellitteri wurde als Sohn des Schusters Salvatore Impellitteri auf Sizilien geboren. Der Vater wanderte mit der Familie später in die Vereinigten Staaten aus, wo er sich zunächst in die Lower East Side von Manhattan und später in Ansonia, Connecticut niederließ. Impellitteri schloss 1917 die Ansonia High School ab und diente anschließend als Funker auf einem Zerstörer der US Navy im Ersten Weltkrieg. Nach dem Krieg besuchte er abends die Fordham University und arbeitete tagsüber zunächst als Hotelpage und später als Manager in einem Hotel am Broadway. 1922 wurde er amerikanischer Staatsbürger. Nachdem er 1924 erfolgreich sein Jurastudium abgeschlossen hatte, trat er in eine private Anwaltskanzlei ein, in der auch Martin Conboy, ein einflussreicher Demokrat, arbeitete. Von 1929 bis 1938 arbeitete er für die Staatsanwaltschaft in Manhattan und kehrte anschließend wieder in eine private Kanzlei zurück. Durch seine politischen Kontakte bei den Demokraten, denen er seit dem Studium in Fordham nahestand, wurde er 1941 persönlicher Sekretär von Peter Schmuck, Richter am New York State Supreme Court, und später von Richter Joseph A. Gavagan.

## Politische Karriere
Obwohl weitgehend unbekannt, wurde Impellitteri 1945 mit Unterstützung William O’Dwyers, der als Bürgermeister kandidierte, zum Vorsitzenden des Stadtrats (City Council) gewählt. Ausschlaggebend für Impellitteris Wahl als running mate war, dass er als ehrlich, fähig und loyal galt und die Wahlchancen O’Dwyers bei den italienischstämmigen New Yorkern verbessern sollte. Die Amtszeit O’Dwyers war überschattet von zahlreichen Skandalen und der Vetternwirtschaft zwischen seiner Regierung und den demokratischen Parteibossen von Tammany Hall, die ihm ins Amt verholfen hatten. Als 1950 ein weiterer Polizeiskandal an die Öffentlichkeit zu gelangen drohte, trat O’Dwyer am 1. September 1950 zurück und Impellitteri wurde gemäß der New York City Charter geschäftsführender Bürgermeister.
In den Nachwahlen im November 1950, die wegen des Rücktritts O’Dwyers stattfanden, versagte Tammany Hall Impellitteri die Unterstützung, so dass dieser als unabhängiger Kandidat antrat. Impellitteris guter Ruf und seine Feindschaft zu Tammany Hall verhalfen ihm dennoch zum Sieg, und er wurde am 14. November 1950 als 101. Bürgermeister von New York vereidigt. Impellitteri versuchte, die Finanzen der Stadt zu ordnen und die Korruption vor allem bei der Polizei zu bekämpfen. Allerdings waren Teile seiner Verwaltung, die er von O’Dwyer übernommen hatte, noch immer mit Korruptionsvorwürfen belastet, und obwohl Impellitteri persönlich stets als lauter galt, gelang es ihm nicht, das Vertrauen der New Yorker zu gewinnen. Inzwischen war auch Tammany Hall wiedererstarkt und unterstützte Robert F. Wagner, der im November 1953 die Bürgermeisterwahlen gewann.

## Spätere Karriere
Nach seiner Abwahl als Bürgermeister wurde Impellitteri von seinem Nachfolger Wagner zum Richter ernannt und 1965 pensioniert.
Impellitteri starb am 29. Januar 1987 an Herzversagen und den Folgen der Parkinson-Krankheit.